# NGC 3301
NGC 3301 est une galaxie lenticulaire située dans la constellation du Lion. NGC 3301 a été découverte par l'astronome germano-britannique William Herschel en 1784. Cette galaxie a aussi été observée par l'astronome prussien Heinrich d'Arrest le 21 février 1863 et elle a été inscrite au catalogue NGC sous la désignation NGC 3760.

## Caractéristiques
Sa vitesse par rapport au fond diffus cosmologique est de 1 660 ± 23 km/s, ce qui correspond à une distance de Hubble de 24,5 ± 1,8 Mpc (∼79,9 millions d'al).
NGC 3301 présente une large raie HI.
À ce jour, deux mesures non basées sur le décalage vers le rouge (redshift) donnent une distance de 25,150 ± 2,616 Mpc (∼82 millions d'al), ce qui est à l'intérieur des valeurs de la distance de Hubble.

## Trou noir supermassif
Selon un article basé sur les mesures de luminosité de la bande K de l'infrarouge proche du bulbe de NGC 3301, on obtient une valeur de 107,5 {\displaystyle M_{\odot }} (32 millions de masses solaires) pour le trou noir supermassif qui s'y trouve.

## Groupe de NGC 3227
NGC 3301 fait partie du groupe de NGC 3227. En plus de NGC 3301 et de NGC 3227, ce groupe comprend au moins 14 autres galaxies dont NGC 3162, NGC 3177, NGC 3185, NGC 3187, NGC 3190, NGC 3287, NGC 3193 et NGC 3213. De plus, selon des articles publiés par Steven D. Peterson en 1979 et par Abraham Mahtessian en 1998, NGC 3287 forme une paire avec la galaxie NGC 3301.